# إنصاف اجتماعي

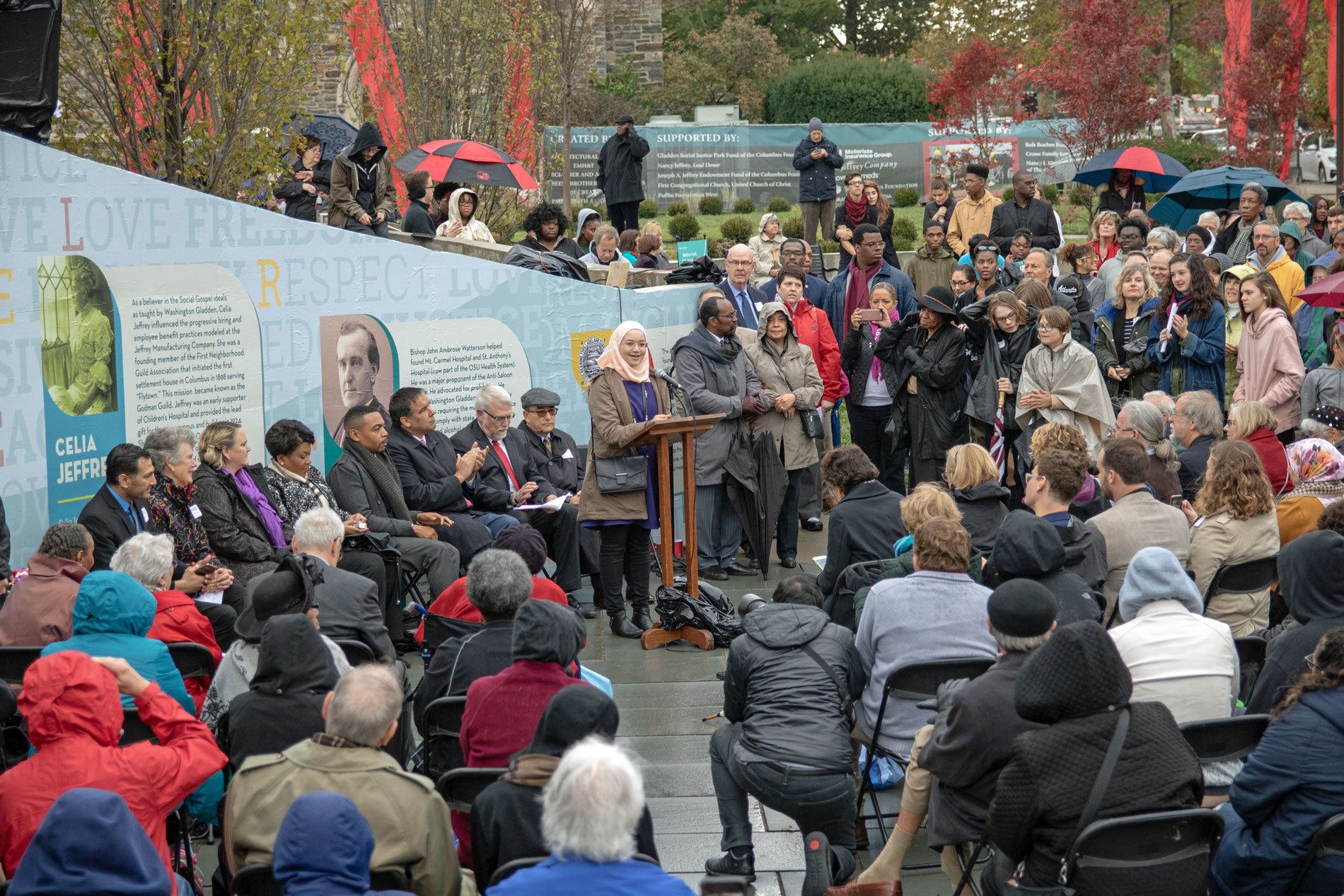
حفل تكريس لمفهوو الانصاف الاجتماعي في كولومبوس، أوهايو، الولايات المتحدة الأمريكية في حديقة مخصصة للعدالة الاجتماعية.

يتماشى مفهوم الانصاف الاجتماعي مع العدالة والعدالة الاجتماعيّة للسياسة الاجتماعية. منذ الستينيات، تم استخدام مفهوم الانصاف الاجتماعي في مجموعة متنوعة من السياقات المؤسسية، بما في ذلك التعليم والإدارة العامة.

## تعريف
يمكن أن تختلف تعريفات الانصاف الاجتماعي ولكنها تركز جميعها على مُثُل العدالة والإنصاف. تنطوي العدالة في المجتمعات القديمة على دور المسؤولين الحكوميين، المسؤولين عن ضمان تقديم الخدمات الاجتماعية بشكل منصف. وهذا يعني مراعاة التفاوتات التاريخية والحالية بين المجموعات. يعتمد الإنصاف على هذا السياق الاجتماعي والتاريخي.

## في الإدارة العامة
ظهر الاهتمام بالانصاف الاجتماعي في مجال الإدارة العامة في الولايات المتحدة خلال الستينيات، وسط تنامي الوعي القومي للحقوق المدنية وعدم المساواة العرقية.
تعرف الأكاديمية الوطنية للإدارة العامة المصطلح بأنه «الإدارة العادلة والعادلة والمنصفة لجميع المؤسسات التي تخدم الجمهور بشكل مباشر أو عن طريق التعاقد؛ التوزيع العادل والعادل والمنصف للخدمات العامة وتنفيذ السياسة العامة؛ والالتزام بتعزيز الإنصاف والعدالة والإنصاف في تشكيل السياسة العامة».
في عام 1968، صاغ هـ. جورج فريدريكسون «نظرية الانصاف الاجتماعي» وطرحها على أنها «الركيزة الثالثة» للإدارة العامة. كان فريدريكسون قلقًا من أن أولئك في الإدارة العامة كانوا يرتكبون خطأ افتراض أن المواطن أ هو نفس المواطن ب؛ تجاهل الظروف الاجتماعية والاقتصادية. هدفه: أن تأخذ الانصاف الاجتماعي نفس «وضع الاقتصاد والفعالية كقيم أو مبادئ يجب أن تلتزم بها الإدارة العامة».

### الجنس
سلطت إدارة الرئيس الأمريكي السابق باراك أوباما الضوء على موضوع الانصاف الاجتماعي لأفراد مجتمع المثليين. عينت إدارة أوباما أكثر من 170 من المتخصصين في هذا المجال للعمل بدوام كامل داخل الفرع التنفيذي ووجهت وزارة الإسكان والتنمية الحضرية في الولايات المتحدة لإجراء «أول دراسة وطنية على الإطلاق لتحديد مستوى التمييز الذي يعاني منه مجتمع الميم في الإسكان»، وعملت مجموعات أخرى من أصحاب المصالح في مجال الدفاع عن حقوق المثليين، مثل حملة حقوق الإنسان، بجد لتحقيق الانصاف الاجتماعي في الزواج والحصول على جميع المزايا التي تأتي مع الزواج.

### المساواة العرقيّة
في مجال الإدارة العامة، تعد المساواة العرقية عاملاً مهمًا. ويتناول فكرة «المساواة البيولوجية» بين جميع الأجناس البشرية و «المساواة الاجتماعية للأشخاص من مختلف الأعراق». وفقًا لجيفري ب. فيرجسون في مقالته «الحرية، المساواة، العرق»، يعتقد شعب الولايات المتحدة أن المساواة العرقية سوف تسود.

### الدين
الانصاف الاجتماعي فيما يتعلق بالدين له حماية قانونية في بعض الولايات القضائية. في الولايات المتحدة، يتم منح الأفراد، بغض النظر عن الانتماء الديني أو الممارسة. يُعرَّف الدين بأنه جميع جوانب الشعائر والممارسات الدينية، فضلاً عن المعتقد، ما لم يثبت صاحب العمل أنه غير قادر على التكيف بشكل مسؤول مع الشعائر الدينية أو الممارسات الدينية للموظف أو الموظف المحتمل دون مشقة فريدة لسلوك الموظف. عمل صاحب العمل ". تم سن هذا القانون لحماية الموظفين الذين يتم توظيفهم من قبل رؤساء ديانات أخرى، والسماح لهم بممارسة شعائرهم الدينية واحتفالاتهم الخاصة.